# Vasúti mérőkocsi
A vasúti mérőkocsik különleges célú vasúti járművek, amelyeket rendszeres műszaki ellenőrzések, illetve kísérletek végzésére alakítottak ki. A mérőkocsik speciális mérőberendezésekkel és az azokhoz szükséges áramellátó eszközökkel vannak felszerelve és el vannak látva a  kezelő szakszemélyzet munkáját megkönnyítő és pihenésüket szolgáló berendezésekkel is.

## Változatai
Feladatuk jellege szerint számos változatuk van: pályafenntartási, felsővezeték-vizsgáló, fék-, vontatási-, távközlési- és más célú mérőkocsik.

## Típusok
- FMK 002 mérőkocsi
- FMK 004 mérőkocsi
- FMK 007 mérőkocsi
- ABmot 25

## Lásd még
- Doctor Yellow